# Pierre Crousillac
Pour les articles homonymes, voir Crousillac.
Pierre Crousillac, né le 14 novembre 1921 à Brive-la-Gaillarde et mort le 17 décembre 2011 à Turenne, est un général de corps d'armée français et ancien résistant.

## Biographie

### Enfance et jeunesse
Pierre Crousillac est né le 14 novembre 1921 à Brive-la-Gaillarde en Corrèze. 
Il grandit en Corrèze à Tulle et entre en classes préparatoires scientifiques au Lycée Louis-le-Grand avant d'intégrer l'École polytechnique en septembre 1942.
Son intégration est de courte durée, puisqu'il est envoyé aux Chantiers de la jeunesse française deux mois plus tard. Il est affecté en tant que Caporal-chef à Argelès-sur-Mer, à Saint-Amans-Soult puis à Argentat. 
En octobre 1943, réfractaire au Service du travail obligatoire, il rejoint l'Armée Secrète de la région de Brive-la-Gaillarde où il dirige une compagnie de maquisards. Comme la plupart de ses compagnons d'armes, il intègre le régiment de Marche Corrèze Limousin et participe aux opérations de libération. 
La paix revenue en 1945, il réintègre l'École polytechnique pour en sortir en 1948 dans l'armée du Génie, puis celle des Transmissions.

### Guerre d'Indochine
Après une première affectation où il est chargé des transmissions des convois qui acheminent le Plan Marshall en Europe, il embarque en 1951 sur le paquebot des Messageries maritimes La Marseillaise, à destination de Saïgon en Indochine. Commandant de la compagnie opérationnelle des transmissions, il exerce le commandement des transmissions des grandes opérations du Nord Tonkin, en particulier au camp retranché de Na San. Il est cité trois fois successivement sur la Rivière noire, à Na San et à Phu No Quan, pour ses qualités d'organisateur, de combattant et pour l'ascendant qu'il a sur son personnel. En fin de séjour, il est breveté parachutiste à Hanoï.

### Retour en France puis l'Algérie
De retour en France, après un stage à l'école d'État-Major, il est affecté à l'État-Major des armées. Il participe en 1956 à la mission de liaison française auprès de l'armée israélienne pendant les opérations de Port-Saïd et du Sinaï (opération sur le canal de Suez). Il est ensuite affecté à la 11e demi-brigade parachutiste de choc dont il commande successivement le groupement de marche (GM) puis le 11e bataillon parachutiste de choc (BPC) entre 1959 et 1961. Il participe à des opérations militaires en Algérie, notamment en zone frontalière et au nord du Sahara, ce qui lui vaut une citation avec palme.

### Après la Guerre d'Algérie
Au retour d'Algérie, le stage à l'École supérieure de guerre lui ouvre une carrière à hautes responsabilités en état-major et à l'international, entrecoupée de postes de commandement : d'abord au commandement des transmissions de la 11e division parachutiste avec de nombreuses missions en Afrique, puis au commandement des transmissions du 1er corps d'armée, et enfin au poste de général attaché des Forces Armées à Moscou.
Il prend ensuite le commandement de la 8e division à Compiègne et, après le poste d'adjoint à la 4e région militaire, il rejoint la tête de la mission militaire auprès du comité militaire de l'OTAN comme général de corps d'armée pour quitter le service actif en novembre 1981.

### Retraite
Durant sa retraite, Pierre Crousillac reste actif au sein d'associations patriotiques nationales , ou corréziennes.
Passionné par la cité de Turenne, il contribue à sa promotion en organisant des visites guidées, partageant ainsi son érudition d'historien.
Pierre Crousillac est décédé le 17 décembre 2011.

## Hommage
Une place porte son nom à Turenne depuis octobre 2013.

## Décorations
Officier de la Légion d'honneur (1967)
 Croix de guerre des Théâtres d'opérations extérieurs - étoile de vermeil et étoile d'argent (1953)
 Croix de la Valeur militaire - palme (1961)
 Croix du combattant volontaire de la guerre de 1939–1945
 Médaille coloniale
 Médaille commémorative des opérations de sécurité et de maintien de l'ordre
 Médaille commémorative de la campagne d'Indochine
 Croix du combattant volontaire de la Résistance
 Commandeur de la Légion d'honneur (1981)
 Commandeur de l'ordre national du Mérite (1975)
 Médaille commémorative française des opérations du Moyen-Orient
 Croix du combattant